# Хожина
Хожина (пол. Chorzyna) — село в Польщі, у гміні Осьякув Велюнського повіту Лодзинського воєводства.
Населення — 394 особи (2011).
У 1975-1998 роках село належало до Серадзького воєводства.

## Демографія
Демографічна структура станом на 31 березня 2011 року:
|          | Загалом | Допрацездатний вік | Працездатний вік | Постпрацездатний вік |
| -------- | ------- | ------------------ | ---------------- | -------------------- |
| Чоловіки | 194     | 43                 | 132              | 19                   |
| Жінки    | 200     | 42                 | 104              | 54                   |
| Разом    | 394     | 85                 | 236              | 73                   |